# Moshi Moshi EP
Moshi Moshi EP é o um EP da dupla de electro alemã Digitalism. Foi lançado somente no mercado fonográfico japonês e contém faixas inéditas e versões ao vivo de sucessos do grupo.

## Faixas
1. "Pogo (Digitalism's Robotic Mix)"
2. "ZDRLT (Rewind)"
3. "The Pulse (Live)"
4. "Idealistic (Extended Mix)"
5. "Yes, I Don't Want This"
6. "Idealistic (A-Trak Remix)"
7. "Pogo (Shinichi Osawa Remix)"
8. "Zdarlight/I Want I Want (Live @ The Bunker)"